# Peggy March
Peggy March, születési nevén Margaret Annemarie Battavio (Lansdale, Pennsylvania, 1948. március 8. –) amerikai énekesnő. Leghíresebb dala az 1963-as I Will Follow Him, amelynek sikere annyira felülmúlta az énekesnő többi dalát, hogy szokás őt egyslágeres előadóként is emlegetni.

## Kislemezek

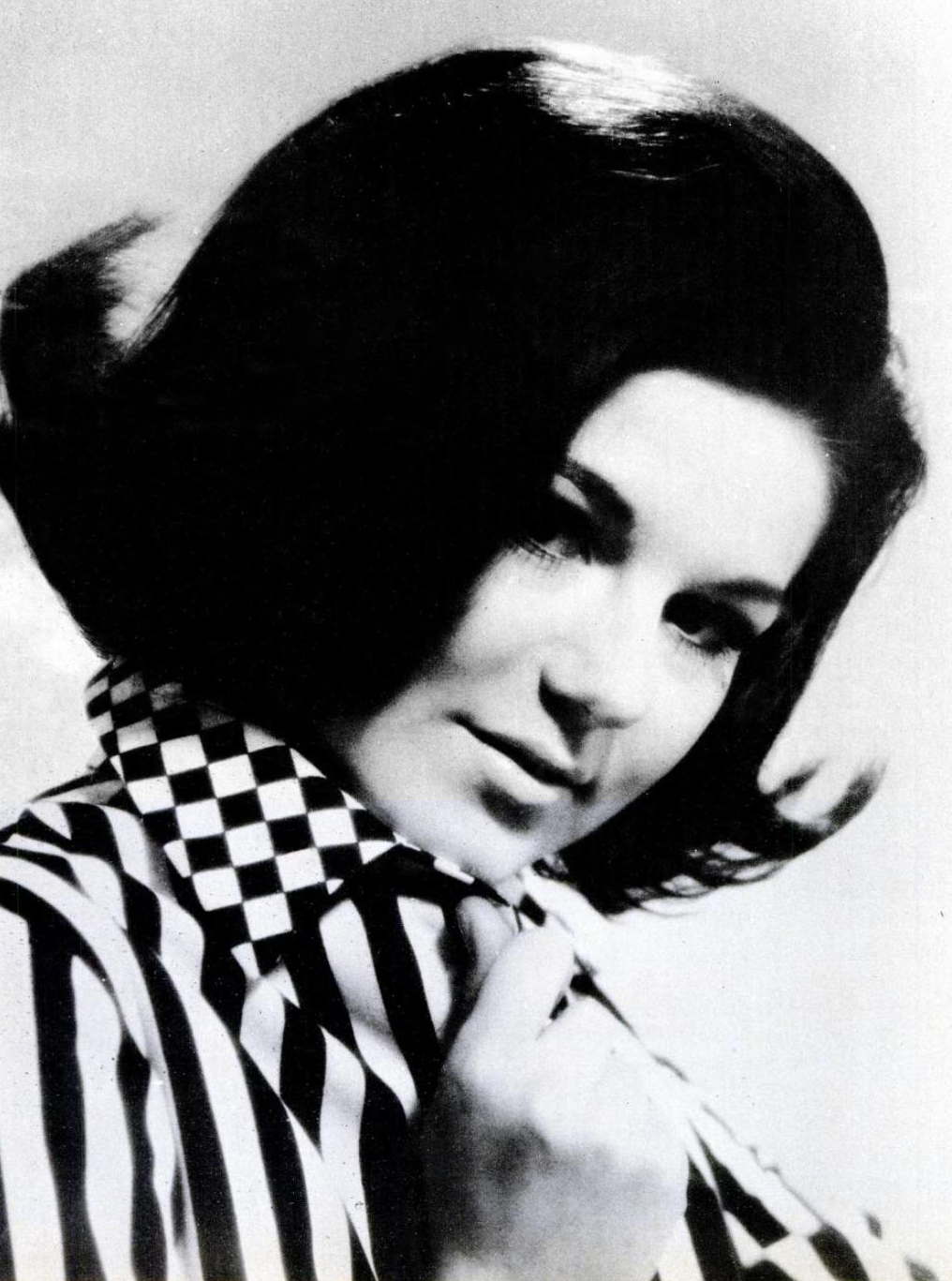
Peggy March 1967-ben

| Év   | Cím                                            | Slágerlistás helyezések | Slágerlistás helyezések | Slágerlistás helyezések | Slágerlistás helyezések | Slágerlistás helyezések | Slágerlistás helyezések | Slágerlistás helyezések | Album              |
| Év   | Cím                                            | US                      | GER                     | AUS                     | HK                      | FIN                     | PER                     | UK                      | Album              |
| ---- | ---------------------------------------------- | ----------------------- | ----------------------- | ----------------------- | ----------------------- | ----------------------- | ----------------------- | ----------------------- | ------------------ |
| 1962 | "Little Me"                                    | —                       | —                       | —                       | —                       | —                       | —                       | —                       | —                  |
| 1963 | "I Will Follow Him"                            | 1                       | 6                       | 1                       | 1                       | 2                       | 2                       | —                       | I Will Follow Him  |
| 1963 | "I Wish I Were a Princess"                     | 32                      | —                       | —                       | —                       | —                       | —                       | —                       | I Will Follow Him  |
| 1963 | "Hello Heartache, Goodbye Love"                | 26                      | —                       | —                       | 1                       | —                       | —                       | 29                      | —                  |
| 1963 | "The Impossible Happened                       | 57                      | —                       | —                       | 10                      | —                       | —                       | —                       | —                  |
| 1963 | "(I'm Watching) Every Little Move You Make"    | 84                      | —                       | —                       | —                       | —                       | —                       | —                       | —                  |
| 1964 | "Leave Me Alone"                               | —                       | —                       | —                       | —                       | —                       | —                       | —                       | —                  |
| 1964 | "Oh My What a Guy"                             | —                       | —                       | —                       | 10                      | —                       | —                       | —                       | —                  |
| 1964 | "Can't Stop Thinkin' About Him"                | —                       | —                       | —                       | —                       | —                       | —                       | —                       | —                  |
| 1965 | "Let Her Go"                                   | —                       | —                       | —                       | —                       | —                       | —                       | —                       | —                  |
| 1965 | "Losin' My Touch"                              | —                       | —                       | —                       | —                       | —                       | —                       | —                       | In Our Fashion     |
| 1965 | "He Couldn't Care Less"                        | —                       | —                       | —                       | —                       | —                       | —                       | —                       | —                  |
| 1966 | "He's Back Again"                              | —                       | —                       | —                       | —                       | —                       | —                       | —                       | —                  |
| 1966 | "Try to See It My Way"                         | —                       | —                       | —                       | —                       | —                       | —                       | —                       | No Foolin'         |
| 1967 | "Foolin' Around"                               | —                       | —                       | —                       | —                       | —                       | —                       | —                       | No Foolin'         |
| 1967 | "Your Good Girl's Gonna Go Bad"                | —                       | —                       | —                       | —                       | —                       | —                       | —                       | —                  |
| 1967 | "This Heart Wasn't Made to Kick Around"        | —                       | —                       | —                       | —                       | —                       | —                       | —                       | —                  |
| 1968 | "If You Loved Me (Soul Coaxing-Ame Caline)"    | —                       | —                       | —                       | —                       | —                       | —                       | —                       | —                  |
| 1969 | "Boom Bang-A-Bang"                             | —                       | —                       | —                       | —                       | —                       | —                       | —                       | —                  |
| 2013 | "I Will Follow Him (50th Anniversary Edition)" | —                       | —                       | —                       | —                       | —                       | —                       | —                       | Always And Forever |

## Nagylemezek
| Év   | Cím                | Slágerlistás helyezések |
| Év   | Cím                | US                      |
| ---- | ------------------ | ----------------------- |
| 1963 | I Will Follow Him  | 139                     |
| 1965 | In Our Fashion     | —                       |
| 1967 | No Foolin'         | —                       |
| 2005 | Get Happy          | —                       |
| 2013 | Always And Forever | —                       |